# 14之夜
《14之夜》（日语：／ 14 no yoru）是日本一部于2016年12月24日公映的青春题材电影。

## 电影简介
第39届日本电影学院奖最优秀剧本奖《百元之恋》编剧足立绅的导演处女作，同时这部电影的编剧也由他担任。 电影男主角由海选出来的新人演员犬饲直纪出演。
《14之夜》入选第29届东京国际影展“日本电影SPLASH环节”官方作品。
電影裡，引發男主角性衝動的不良少女由時任偶像的淺川梨奈出演。電影中，她的髮色做了染髮處理。按照劇本設定，男主角和她會有身體上的接觸，但最後在拍攝的時候刪剪掉了這些情節。

## 剧情概要
故事發生在1987年的夏天，隸屬於初中柔道部的四個男生：大山隆史、多田滿、岡田智和竹内剛湊在一起總會不斷重複自己對女性身體及性方面的興趣和妄想。
某日，AV女優好好今日子要来到这个小镇的錄影帶出租店“WORLD”舉行簽名會。同時還傳聞，如果簽名會過了午夜12點，今日子可以讓購買者舔她的胸部。於是大山隆史等四人約定要一起去看看。
通過對居住在農村的初中男孩在性衝動驅使下一日生活的白描，展示了這群男孩無情卻也無恨的青春期歲月。

## 演出名单
| 角色名         | 演员名           | 角色简介 |
| -------------- | ---------------- | --- |
| 大山隆史 （大山タカシ）  | 犬飼直紀         | 初中三年级。柔道部成员。 |
| 大山忠雄 （大山忠雄）  | 光石研           | 隆史的父亲。高中教师。因为酒后驾驶与摩托车发生碰撞而禁足。由于担心面子问题，而躲在家里。从很久以前就参加小说征文比赛，但却从未通过初选。 |
| 大山佳子 （大山佳子）  | 滨田麻里         | 隆史的母亲。 |
| 祖母           | 稻川实代子       | 隆史的祖母。生活在别的城市。 |
| 大山春子 （大山春子）  | 门胁麦           | 隆史的姐姐。 |
| 前田 （）      | 和田正人         | 春子的未婚夫。国立大学毕业后在一流企业就职。                                                                                             |
| 西野惠美 （西野メグミ）  | 浅川梨奈         | 隆史的青梅竹马。 |
| 金田 （）      | 伊藤健太郎       | 不良少年团伙的头目。经常会向隆史等人找麻烦。                                                                                             |
| 多田满 （多田ミツル）    | 青木柚           | 隆史的好朋友。在团队里被视为跑腿一般的存在。他和他轮椅上的父亲相依为命。                                                                 |
| 冈田智 （岡田サトシ）    | 中岛来星         | 隆史的好朋友。 |
| 竹内刚 （竹内剛）    | 河口瑛将         | 隆史的好朋友。团队里的领导者。虽然性格暴躁，但是在金田面前却抬不起头。                                                                   |
| 科美子 （ケメ子）    | 后藤优美         | 一边念念有词一边在附近徘徊的神秘女子。                                                                                                   |
| 录像带店女店员 | 内田慈           | |
| 录像带店男店员 | 驹木根隆介       | |
| 多田满的父亲   | 坂田聪           | 因遭遇车祸而在轮椅上生活。白天总是去玩柏青哥。                                                                                           |
| 胁田先生       | 宇野祥平         | 柔道部顾问老师。但是自电影部获奖以后，其主要精力就转到电影部了。                                                                         |
|                | Guadalcanal Taka | 古怪的移动咖啡销售店老板。 |
| 好好今日子     | 冲田杏梨         | 传说的AV女优。 |

## 制作团队
- 导演：足立绅
- 编剧：足立绅
- 监制：间宫登良松 / 狩野善则
- 执行制作：加藤和夫
- 制片：佐藤现 / 坂井正德
- 助理制片：古川一博
- 摄影：猪本雅三（日语：猪本雅三）
- 灯光：安部力
- 录音：西条博介
- 美术：将多
- 服装：天野多惠
- 化妆：大久保惠美子
- 剪辑：洲崎千惠子
- 音乐制作：津岛玄一
- 音乐：海田庄吾（日语：海田庄吾）
- 主题曲：by.穷鼠猫齿（日语：キュウソネコカミ）（Getting Better Records / Victor Entertainment）
- 助理导演：松仓大夏
- 导演秘书：大崎章
- 剧本：佐山优佳
- 选角导演：北田由利子
- 制片主任：村山大辅
- 制作公司：东北新社
- 制片：“14之夜”制作委员会
- 发行：斑点制作（日语：SPOTTED PRODUCTIONS）

## 衍生作品

### 影碟作品
- 《14之夜》（东映；2017年7月12日发行）[4]

### 出版书籍
- 《14之夜》——著：足立绅；出版：幻冬舍；发行日期：2016年12月8日；ISBN 9784344030442[5][6]